# 勒代泽尔
勒代泽尔（法語：Le Dézert，法語發音：[lə dezɛʁ]）是法国芒什省的一个市镇，属于圣洛区。

## 地理
勒代泽尔（49°12'15"N, 1°9'52"W）面积14.58 平方千米，位于法国诺曼底大区芒什省，该省份为法国西北部沿海省份，西、北、东北三面环大西洋，东起顺时针与卡爾瓦多斯省、奧恩省、马耶讷省和伊勒-维莱讷省接壤。
与勒代泽尔接壤的市镇（或旧市镇、城区）包括：勒梅尼勒韦讷龙、卡维尼、格赖涅-梅尼勒昂戈、圣弗罗蒙、圣让德代、蓬埃贝尔。

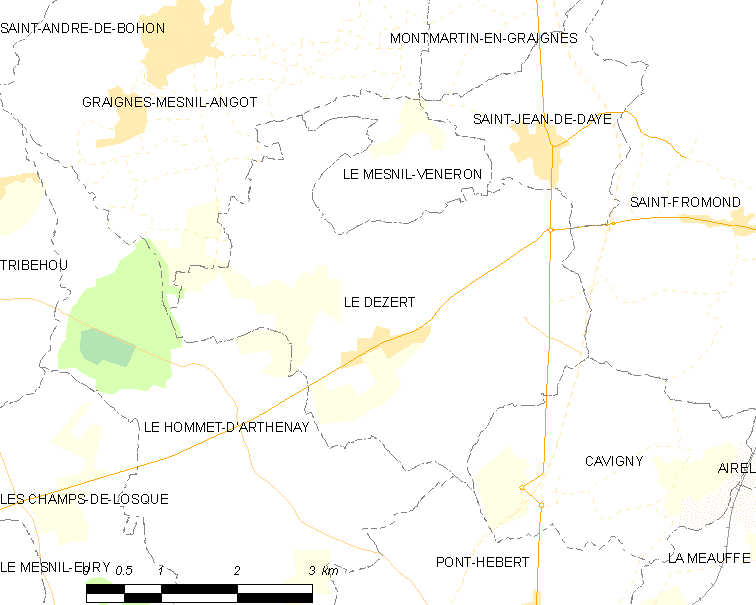
勒代泽尔的OSM定位图

勒代泽尔的时区为UTC+01:00、UTC+02:00（夏令时）。

## 行政
勒代泽尔的邮政编码为50620，INSEE市镇编码为50161。

## 政治
勒代泽尔所属的省级选区为蓬埃贝尔县。

## 人口

1962-2008年间勒代泽尔人口变化图示

勒代泽尔于2022年1月1日时的人口数量为605人。